# Платов, Виктор Григорьевич
Виктор Григорьевич Платов — советский хозяйственный, государственный и политический деятель.

## Биография
Родился в 1924 году в деревне Гатиха. Член КПСС.
Участник Великой Отечественной войны. С 1947 года — на хозяйственной, общественной и политической работе. В 1947—1985 гг. — начальник строительного управления, начальник производственно-технического отдела, заместитель главного инженера Управления капитального ремонта жилых домов Мосгорисполкома, первый заместитель председателя исполкома Москворецкого райсовета по вопросам строительства, первый секретарь Советского райкома КПСС города Москвы, заведующий отделом городского хозяйства Московского горкома КПСС, первый заместитель начальника Главмосмонтажспецстроя при Мосгорисполкоме.
Делегат XXIV съезда КПСС.
Умер в Москве в 2016 году.